# 1,2-dimethoxyethaan
1,2-dimethoxyethaan, vaak afgekort tot DME en ook bekend onder de namen glyme en ethyleenglycoldimethylether, is een kleurloze vloeistof. DME is een ether van ethyleenglycol en methanol. De stof is volledig mengbaar met water. Zoals veel ethers kan DME onder invloed van licht explosieve peroxiden vormen.
Als oplosmiddel wordt DME vaak gebruikt bij chemische reacties waarbij een aprotisch, coördinerend oplosmiddel nodig is. Hierbij kan gedacht worden aan organometaalreacties of reducties met hydriden. Tevens kan het optreden als ligand bij metaalcomplexen.